# Watra (pismo)
Watra – konspiracyjne pismo społeczno-kulturalne wydawane w Krakowie od czerwca 1943 do kwietnia 1944 przez młodzież związaną z Szarymi Szeregami. Pismo ukazywało się jako miesięcznik, dwutygodnik i tygodnik. Redaktorzy: Tadeusz Marian Staich, Eugeniusz Kolanko (dział literacki), Stanisław Szczerba. Współpracownicy: Janusz Benedyktowicz, Zdzisław Wójcik, Adam Kania, Jerzy Szewczyk. W grudniu 1943 ukazał się dodatek Antologia poezji polskiej 1939-1943. Krwawe i zielone.
Nakład pisma sięgał 160-300 egzemplarzy.
Większość osób związanych z pismem została rozstrzelana w dniu 27 maja 1943 przy ulicy Botanicznej w Krakowie.